# Zrychlené učení (Hvězdná brána)
Zrychlené učení je 5. epizoda 3. řady sci-fi seriálu Hvězdná brána.

## Děj epizody
SG-1 je na planetě Orban, s jejichž obyvateli vyjednají výměnu technologií. Dají orbáncům znalosti o Goa'uldech a na oplátku mohou studovat naquahdahový reaktor. Časem zjistí, že orbánské děti mají v sobě miliony nanitů (mikročipů), které jim pomáhají se rychleji učit. Ve 12 letech jim tyto nanity odeberou při obřadu zvaném averium a předají je ostatním orbáncům. Orbánci těmto nadaným dětem říkají Urroni. Jedno z těchto nadaných dětí, dívka Merrin, vysvětluje na Zemi Samantě jak funguje reaktor. Lidé na Zemi protestují proti "vysávání mozků". Jack vezme Merrin na povrch Země, kde ji zavede do školy na hodinu malování. Přivede ji zpět na základnu a Merrin odejde. Na Orbanu ji vezmou nanity a předají je ostatním. Merrin takto všem předala nejen znalosti o naquadahových technologiích, ale i znalosti o vzdělávání na Zemi a o tom, co je to zábava a jak si dětí na Zemi hrají.